# الطرطور (السبرة)

تعديل مصدري - تعديل

الطرطور محلة تابعة لقرية شايب، التابعة لعزلة زبيد بمديرية السبرة إحدى مديريات محافظة إب في الجمهورية اليمنية.، بلغ تعداد سكانها 320 حسب تعداد اليمن لعام 2004.